# オドロキ見たいテレビ びっくりぃむ
『オドロキ見たいテレビ びっくりぃむ』は、テレビ朝日系列で2014年10月19日から2015年3月1日まで日曜18:57 - 19:58に放送されていたバラエティ番組。全6回。くりぃむしちゅーの冠番組。

## 概要
番組コンセプトは「見て、驚いて、楽しめるバラエティ」。『斬新なドッキリ企画を筆頭に、びっくりなチャレンジ企画、結果に思わずびっくりしちゃう実験企画など、視聴者のみなさんが驚き、かつ楽しめるさまざまなジャンルの“びっくり企画”を展開』としている。
レギュラー化の前に前番組『シルシルミシルさんデー』の特別編として、同年5月25日に『芸能界もしもアワード びっくりぃむ2014』（18:56 - 21:54）、8月3日に『芸能界もしもアワード びっくりぃむ2014夏祭り』（18:30 - 20:54）と2度放送されており、レギュラー化直前の同年10月5日に3度目の特番『芸能界もしもアワード 2014秋』（18:30 - 20:54）が放送されている。
それまで日曜18:30番組との接続はクロスプログラム・ステブレ入りだったが、当番組よりステブレレスに変更された。
番組は、2014年11月までは『大改造!!劇的ビフォーアフター』（SEASONII。朝日放送制作）と交互特番などで月2回の放送だったが、2014年12月7日の放送後は『ビフォーアフター』2時間SPや年末年始特番などの特別番組による2か月半の空きを経た2015年3月1日の放送が最終回となり、その内容は「ドッキリ」ではなく「不便」をテーマにしていたうえ、『シルシルミシルさんデー』のような工場の内部を紹介する内容も含まれていた。また、最後は番組終了を告げる出演者からの挨拶・ナレーション・告知テロップは一切無いまま終了した。放送期間こそ半年間であったが、放送回数は通常放送が2回のみであったということもあり、わずか6回であった。

## 出演者
キャストは『シルシルミシルさんデー』からいとうせいこう、榊原郁恵、バカリズム（ナレーション）を除いたほぼ全員が続投。

### MC
- くりぃむしちゅー（有田哲平・上田晋也）字幕放送の色は有田は水色、上田は黄色で表示。

### レギュラー
- マツコ・デラックス
- バナナマン（設楽統・日村勇紀）

## ネット局
| 放送対象地域   | 放送局                      | 系列           | 放送時間             | ネット状況 |
| -------------- | --------------------------- | -------------- | -------------------- | ---------- |
| 関東広域圏     | テレビ朝日 (EX)             | テレビ朝日系列 | 日曜日 18:57 - 19:58 | 制作局     |
| 北海道         | 北海道テレビ (HTB)          | テレビ朝日系列 | 日曜日 18:57 - 19:58 | 同時ネット |
| 青森県         | 青森朝日放送 (ABA)          | テレビ朝日系列 | 日曜日 18:57 - 19:58 | 同時ネット |
| 岩手県         | 岩手朝日テレビ (IAT)        | テレビ朝日系列 | 日曜日 18:57 - 19:58 | 同時ネット |
| 宮城県         | 東日本放送 (KHB)            | テレビ朝日系列 | 日曜日 18:57 - 19:58 | 同時ネット |
| 秋田県         | 秋田朝日放送 (AAB)          | テレビ朝日系列 | 日曜日 18:57 - 19:58 | 同時ネット |
| 山形県         | 山形テレビ (YTS)            | テレビ朝日系列 | 日曜日 18:57 - 19:58 | 同時ネット |
| 福島県         | 福島放送 (KFB)              | テレビ朝日系列 | 日曜日 18:57 - 19:58 | 同時ネット |
| 新潟県         | 新潟テレビ21 (UX)           | テレビ朝日系列 | 日曜日 18:57 - 19:58 | 同時ネット |
| 長野県         | 長野朝日放送 (abn)          | テレビ朝日系列 | 日曜日 18:57 - 19:58 | 同時ネット |
| 静岡県         | 静岡朝日テレビ (SATV)       | テレビ朝日系列 | 日曜日 18:57 - 19:58 | 同時ネット |
| 石川県         | 北陸朝日放送 (HAB)          | テレビ朝日系列 | 日曜日 18:57 - 19:58 | 同時ネット |
| 中京広域圏     | 名古屋テレビ (メ～テレ/NBN) | テレビ朝日系列 | 日曜日 18:57 - 19:58 | 同時ネット |
| 近畿広域圏     | 朝日放送 (ABC)              | テレビ朝日系列 | 日曜日 18:57 - 19:58 | 同時ネット |
| 広島県         | 広島ホームテレビ (HOME)     | テレビ朝日系列 | 日曜日 18:57 - 19:58 | 同時ネット |
| 山口県         | 山口朝日放送 (yab)          | テレビ朝日系列 | 日曜日 18:57 - 19:58 | 同時ネット |
| 香川県・岡山県 | 瀬戸内海放送 (KSB)          | テレビ朝日系列 | 日曜日 18:57 - 19:58 | 同時ネット |
| 愛媛県         | 愛媛朝日テレビ (eat)        | テレビ朝日系列 | 日曜日 18:57 - 19:58 | 同時ネット |
| 福岡県         | 九州朝日放送 (KBC)          | テレビ朝日系列 | 日曜日 18:57 - 19:58 | 同時ネット |
| 長崎県         | 長崎文化放送 (ncc)          | テレビ朝日系列 | 日曜日 18:57 - 19:58 | 同時ネット |
| 熊本県         | 熊本朝日放送 (KAB)          | テレビ朝日系列 | 日曜日 18:57 - 19:58 | 同時ネット |
| 大分県         | 大分朝日放送 (OAB)          | テレビ朝日系列 | 日曜日 18:57 - 19:58 | 同時ネット |
| 鹿児島県       | 鹿児島放送 (KKB)            | テレビ朝日系列 | 日曜日 18:57 - 19:58 | 同時ネット |
| 沖縄県         | 琉球朝日放送 (QAB)          | テレビ朝日系列 | 日曜日 18:57 - 19:58 | 同時ネット |

## 放送リスト
毎週日曜日のレギュラー番組だが、連続して放送されることはまれで、第5回終了後には年末年始をはさんで11週連続で休止となるなど、2クール（半年間）の放送期間にもかかわらず全6回にとどまった。なお、11週連続休止後の2015年最初の放送が最終回だった。この最終回2時間SPは通常の内容ではなく、『びっくりぃむ特別編「世の中もっと便利にならないの?」SP』として放送。
| 回                                                                                   | 放送日          | 放送内容 | 備考                      |
| ------------------------------------------------------------------------------------ | --------------- | --- | ------------------------- |
| 1                                                                                    | 2014年 10月19日 | - アンガールズ田中 vs NON STYLE井上…芸能界顔面王決定戦! - 米倉涼子のバズーカどっきり! - ピタゴラびっくり大作戦 - 振分親方のびっくり地方巡業!!! | 2時間SP （18:57 - 20:54） |
| 2                                                                                    | 10月26日        | - シリー・ポッター - 湯パン三世 | 2時間SP （18:57 - 20:54） |
| （11月2日は『大改造!!劇的ビフォーアフター』2時間SPのため休止）                       |                 | |                           |
| 3                                                                                    | 11月9日         | - シリー・ポッター - 絶叫日村ハウス - びっくりぃむ大実験                                                                                       | 2時間SP （18:57 - 20:54） |
| （11月16日は『日米野球2014』中継のため休止）                                         |                 | |                           |
| （11月23日は『坂上忍の成長マン!!』2時間半SPのため休止）                              |                 | |                           |
| 4                                                                                    | 11月30日        | - シリー・ポッター - 絶叫日村ハウス |                           |
| 5                                                                                    | 12月7日         | - シリー・ポッター - ピタゴラびっくり |                           |
| （12月14日は『フィギュアスケートグランプリファイナル2014』のため休止）               |                 | |                           |
| （12月21日は『大改造!!劇的ビフォーアフター』2時間SPのため休止）                      |                 | |                           |
| （12月28日は『世紀の瞬間&未解決事件』のため休止）                                    |                 | |                           |
| （2015年1月4日は『まろまろ一笑懸命』のため休止）                                     |                 | |                           |
| （1月11日は『大改造!!劇的ビフォーアフター』2時間SPのため休止）                       |                 | |                           |
| （1月18日は『世界がザワついた㊙映像 ビートたけしの知らないニュース』のため休止）     |                 | |                           |
| （1月25日は『プロが唸るプロの仕事 くりぃむしちゅーのニッポンのベテラン』のため休止） |                 | |                           |
| （2月1日は『大改造!!劇的ビフォーアフター』2時間SPのため休止）                        |                 | |                           |
| （2月8日は『マグロに賭けた男たち2015』のため休止）                                   |                 | |                           |
| （2月15日・2月22日は『大改造!!劇的ビフォーアフター』2時間SPのため休止）              |                 | |                           |
| 6                                                                                    | 3月1日          | - びっくりぃむ特別編〜世の中もっと便利にならないの?SP                                                                                          | 2時間SP （18:57 - 20:54） |